# RAF-Avia
RAF-Avia — латвийская грузовая и пассажирская авиакомпания, базирующаяся в аэропорту Риги.  Обслуживает компании грузовых перевозок TNT, DHL и другие, а также осуществляет чартерные пассажирские перевозки и оказывает услуги по обслуживанию воздушных судов.

## История
Предприятие было основано в 1990 году с целью доставки комплектующих для Рижской автобусной фабрики из других регионов СССР на сборочный завод в Елгаве. Первый Ан-26 для завода прибыл в Ригу 31 мая 1991 года, первый грузовой рейс был выполнен 2 месяцами позже в Нижний Новгород. В 1994 году RAF был разделён на 3 разные компании, одной из которых стала RAF-Avia. Предприятие было преобразовано в акционерное общество с латвийским государством в качестве одного из акционеров. В связи с падением производства на заводе RAF компания перепрофилировалась на выполнение грузовых перевозок для сторонних заказчиков. В 1999 году приватизирована.
В 2015 года компания объявила о намерениях заняться перевозкой пассажиров. Для этого в 2016 году были приобретены 2 пассажирских самолёта Saab 340B, в том же году началось выполнение пассажирских чартеров. В 2018 году для этой же цели был приобретён ATR 42, в планах компании — покупка реактивных самолётов. Воздушные суда RAF-Avia выполняют перевозки по всей Европе, а также в Северной Африке и на Ближнем востоке.

## Флот

### Действующий флот
Флот состоит из турбовинтовых самолётов Ан-26, Saab 340, ATR 42 и ATR 72.
На март 2022 на официальном сайте авиакомпании есть информация о продаже парка Ан-26.
:
| Тип самолёта | Год ввода | Количество | Примечания                                    | Изображение |
| ------------ | --------- | ---------- | --------------------------------------------- | ----------- |
| Ан-26Б       | 1991      | 4          | транспортные (YL-RAA, YL-RAB, YL-RAC, YL-RAD) |             |
| ATR 42-320   | 2018      | 1          | пассажирский (YL-RAJ)                         |             |
| ATR 72-202   | 2017      | 1          | транспортный (YL-RAI)                         |             |
| Saab 340A    | 2005      | 2          | транспортные (YL-RAG, YL-RAH)                 |             |
| Saab 340B    | 2016      | 2          | пассажирские (YL-RAE, YL-RAF)                 |             |

### Выведены из эксплуатации
Ранее использовавшиеся компанией типы самолётов:
| Тип самолёта | Год ввода | Год вывода | Примечания                      |
| ------------ | --------- | ---------- | ------------------------------- |
| Ан-74ТК-100  | 2001      | 2006       | На хранении в Риге до 2011 года |

## Лётные происшествия
- 29 октября 2014 года во время полёта над южной Англией Ан-26 (YL-RAA) потерял радиосвязь с наземными диспетчерскими службами. Самолёт был перехвачен истребителями Королевских ВВС, которые сопроводили его до аэропорта Станстед[10][11].
- 27 июля 2017 года у Ан-26Б (YL-RAC) на взлёте из аэропорта Тимишоара отказал двигатель, после чего самолёт выкатился за пределы ВПП. Воздушное судно не получило повреждений и вернулось на перрон. Причиной инцидента стал отказ насоса-датчика НД-24Т.[12]
- 7 января 2019 года Saab 340B (YL-RAF), совершавший перегоночный рейс из Риги в Саволинну, при посадке соскользнул с полосы и заехал в сугроб. Самолёт получил повреждения винтов, пневматиков шасси и посадочных фар, из 3 членов экипажа никто не пострадал[13].

## Направления
Авиакомпания «РАФ-Авиа» выполняет грузовые перевозки для компаний TNT, DHL и других, а также перевозки для военных и ООН и пассажирские чартеры. В конце 2015 года «РАФ-Авиа» объявила о том, что рассматривает возможность начала регулярных пассажирских рейсов в 2016 году.